# Louis de Villeneuve
Pour les autres membres de la famille, voir Maison de Villeneuve (Provence).
Louis de Villeneuve (vers 1450 - 1516), surnommé Riche d'Honneurs, sire de Trans puis 1er marquis de Trans, seigneur de Serenon, baron des Arcs, est un militaire et diplomate. 
En 1506, Louis XII érige pour lui la baronnie de Trans en marquisat ; c'est la première terre de France érigée en marquisat et enregistré.

## Biographie
Louis de Villeneuve est le fils d'Arnaud de Villeneuve, baron des Arcs, capitaine général de la marine de Provence et commandant des places de Fréjus et Saint-Raphaël, chambellan du roi René, et d'Honorade de Baschi.
Il se distingue rapidement dans plusieurs campagnes sur terre et sur mer sous les règnes de René d'Anjou, de Charles V d'Anjou et de Louis XI. Il est visiteur général des gabelles de Provence en 1484 et capitaine général de la Marine de Provence en 1491.
Conseiller et Chambellan de Charles VIII de France, ce dernier lui confie, conjointement avec le prince de Salerne, le commandement de l'armée navale destinée à la conquête de Naples. Après la victoire, le roi lui fait présent de la principauté d'Avellino, qu'il ne conserve que peu de temps.
En 1498, Louis XII, nouveau roi de France, l'envoie comme ambassadeur auprès du Saint-Siège. Il s'y fait remarquer par son éloquence courageuse et persuasive, et y reçoit des honneurs extraordinaires. À nouveau envoyé à Rome en 1500, il déploie une grande fermeté à l'égard des divers ambassadeurs étrangers prêts à rompre la paix avec la France.
Par lettres de février 1505 (1506) Louis XII érigee pour lui la baronnie de Trans en marquisat ; c'est la première terre de France à recevoir ce titre, et la même année, le roi l'autorise à ajouter à ses armes une fleur de lys d'or sur un écusson d'azur, et les supports de France.
Il déploie la plus brillante valeur à la bataille d'Agnadel, puis aux journées de Fornoue, de Cérisoles, etc.
À l'arrivée sur le trône de François Ier, il en devient son chambellan. 
Il décède en juillet 1516 à Digne.

## Mariage et descendance
Marié à Honorade de Berre, fille d'Honorat de Berre et de Catherine d'Esparron,  il eut :
- Charlotte, épouse de Nicolas de Grimaldi, seigneur d'Antibes et de Cagnes, grand panetier de France (dont le fils aîné fut héritier universel, avec charge de porter les noms et armes de Villeneuve, de Louis de Villeneuve) ;
- Anne, dame de Trans, épouse de Jean de Foix-Candale, comte de Gurson et de/du Fleix, vicomte de Meille, vice-roi de Roussillon et de Cerdagne ;
- Gaspard, chambellan, tué à la bataille de Marignan, marié avec Marguerite de Pontevès.

## Sources
- Biographie universelle ancienne et moderne ou Histoire, par ordre alphabétique, de la vie publique et privée de tous les hommes qui se sont fait remarquer par leurs écrits, leurs actions, leurs talents, leurs vertus ou leurs crimes, Michaud Frères, 1827
- Edme de Le Clerc de Juigné de Lassigny, Histoire de la Maison de Villeneuve en Provence: Généalogie et table des noms de personnes de 1200 à 1900, 1990